# Nuestra Belleza México 2000
Nuestra Belleza México 2000 fue la 7.ª edición del certamen Nuestra Belleza México la cual realizó en el Auditorio Emilio Sánchez Piedras de la ciudad de Apizaco, Tlaxcala el sábado 2 de septiembre de 2000. Cuarenta y tres candidatas de toda la República Mexicana compitieron por el título nacional, el cual fue ganado por Jacqueline Bracamontes de Jalisco quien compitió en Miss Universo 2001 en Puerto Rico. Bracamontes fue coronada por la Nuestra Belleza México saliente Leticia Murray, convirtiéndose en la segunda jalisciense en ir a Miss Universo.
El título de Nuestra Belleza Mundo México 2000 fue asumido por Paulina Flores de Sinaloa después de que Jacqueline Bracamontes, la ganadora original, obtuvo también el derecho a participar en Miss Universo y al no poder ostentar ambos títulos, Paulina Flores fue la encargada de participar en Miss Mundo 2000 en Reino Unido, convirtiéndose en la cuarta sinaloense en ir a Miss Mundo.
El título de Nuestra Belleza Internacional México 2000 fue otorgado a Lilián Villanueva de Quintana Roo, esto luego de ganar el premio al Mejor Cabello Pantene. Ella iría a competir a Miss Internacional 2001 en Japón, sin embargo la organización nacional perdió la franquicia a principios del 2001 por lo cual no pudo asistir. La organización nacional decidió enviarla al Reinado Internacional de las Flores 2001 en Colombia logrando ganar la corona.
Después de tres años, dos finales fueron realizadas por separado para seleccionar a las Ganadoras de los títulos "Nuestra Belleza México" y "Nuestra Belleza Mundo México".
A finales del 2000 se hizo oficial la designación de Eva Ruiz de Zacatecas como representante del país en el Reinado Internacional del Café 2001 en Colombia logrando colocarse como 1.ª Finalista. A principios del 2001 se hizo oficial la designación de Evelyn López de Yucatán rumbo a Miss Costa Maya International 2001 en Belice.

## Resultados
| Posición                    | Candidata |

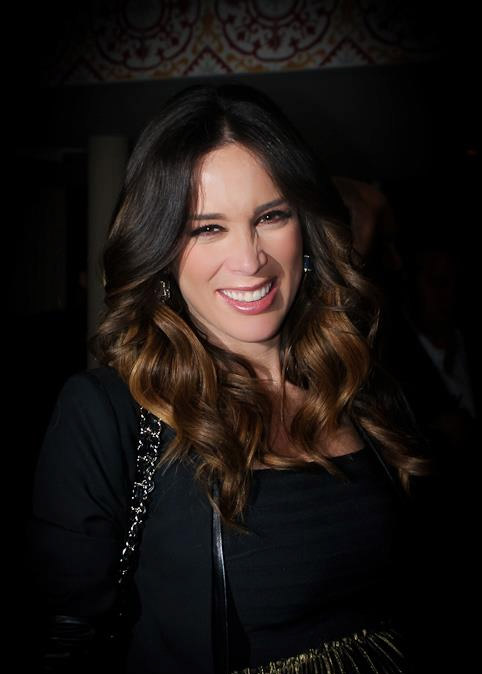
Jacqueline Bracamontes
Nuestra Belleza Jalisco 2000 y Nuestra Belleza México 2000.

| Nuestra Belleza México 2000 | - Jalisco - Jacqueline Bracamontes |
| 1.ª Finalista               | - Sinaloa - Paulina Flores |
| 2.ª Finalista               | - Sonora - Ana Astiazarán |
| 3.ª Finalista               | - Quintana Roo - Lilián Villanueva |
| 4.ª Finalista               | - Zacatecas - Eva Ruíz |
| Top 10                      | - Chihuahua - Erika Valenzuela - Distrito Federal - Arcelia Alverdi - Distrito Federal - Paola Hinojosa - Nuevo León - Verónica Gutiérrez - Sinaloa - Minerva Rivera |
| Top 20                      | - Baja California Sur - Yessenia Moreno - Coahuila - Alma Cantú - Colima - Yadira Martínez - Nuevo León - Gisela Oviedo - Querétaro - Antonieta Fierro - San Luis Potosí - Marisel Puebla - Sinaloa - María Gonzálezn - Tamaulipas - Ivette Quintanilla - Veracruz - Emily Beer - Yucatán - Evelyn López |

## Áreas de competencia

### Semifinal: Nuestra Belleza Mundo México
La competencia semifinal y elección de "Nuestra Belleza Mundo México" se realizó en el Auditorio Emilio Sánchez Piedras de la ciudad de Apizaco, Tlaxcala el sábado 26 de agosto, una semana antes de la competencia final. Previo al final del evento, todas las candidatas compitieron en traje de baño y traje de noche como parte de la selección de las 20 candidatas quienes pasarían directamente a la competencia final. La conducción del evento estuvo a cargo de Joana Benedek y Alexis Ayala.
La ganadora de Nuestra Belleza Mundo México 2000 fue Jacqueline Bracamontes de Jalisco quien competiría en Miss Mundo 2000 en Reino Unido, sin embargo al ganar también en la noche final, el título rumbo a Miss Mundo pasó automáticamente a la suplente Paulina Flores de Sinaloa. El evento fue la 3.ª edición del concurso "Nuestra Belleza Mundo México" como concurso oficial donde de manera individual se elige a la representante de México para Miss Mundo. La ganadora de este evento participó en la competencia final. La parte musical fue amenizada por Pablo Montero.
| Posición                                                                              | Candidata |
| Nuestra Belleza Mundo México 2000 (Entregó el título al ganar Nuestra Belleza México) | - Jalisco - Jacqueline Bracamontes |
| 1.ª Finalista (Asumió el título para suplir a Jacqueline Bracamontes)                 | - Sinaloa - Paulina Flores |
| Top 20                                                                                | - Baja California Sur - Yessenia Moreno - Chihuahua - Erika Valenzuela - Coahuila - Alma Cantú - Colima - Yadira Martínez - Distrito Federal - Arcelia Alverdi - Distrito Federal - Paola Hinojosa - Nuevo León - Verónica Gutiérrez - Nuevo León - Gisela Oviedo - Querétaro - Antonieta Fierro - Quintana Roo - Lilián Villanueva - San Luis Potosí - Marisel Puebla - Sinaloa - María González - Sinaloa - Minerva Rivera - Sonora - Ana Astiazará - Tamaulipas - Ivette Quintanilla - Veracruz - Emily Beer - Yucatán - Evelyn López - Zacatecas - Eva Ruíz |

#### Jurado Preliminar
Estos son los miembros del jurado preliminar, que eligieron al Top 20 durante la competencia semifinal, luego de ver a las candidatas en privado durante entrevistas y pasarela en traje de baño y gala:
- Matilde Obregón - Directora de TV Notas
- Riccardo Dalmacci - Actor de televisión
- Héctor Terrones - Diseñador de modas
- José Luis Abarca - Diseñador de modas
- Ernesto Valenzuela - El Modelo México 1999
- Pablo Méndez - Estilista
- Toño Mauri - Actor de televisión
- Deborah David - Modelo y Miss Guatemala
- Adine Markova - Fotógrafo

### Final
La gala final fue transmitida en vivo a través del Canal de las Estrellas para todo México desde el Auditorio Emilio Sánchez Piedras de la ciudad de Apizaco, Tlaxcala el sábado 2 de septiembre de 2000. La conducción del evento estuvo a cargo de Lupita Jones, Gabriel Soto y Sergio Goyri.
El grupo de 20 semifinalistas se dio a conocer durante la competencia semifinal.
- Las 20 semifinalistas desfilaron en una nueva ronda en traje de baño y vestido de noche, posteriormente 10 de ellas fueron eliminadas.
- Las 10 finalistas se sometieron a una ronda de comunicación, posteriormente 5 de ellas fueron eliminadas.
- Las 5 finalistas se sometieron a una pregunta final y posteriormente dieron una última pasarela, donde el panel de jueces consideró la impresión general que dejó cada una de las finalistas para votar y definir posiciones finales.

#### Jurado Final
Estos son los miembros del jurado que evaluaron a las concursantes:
- Gustavo Adolfo Infante - Periodista de espectáculos
- Silvia Galván - Estilista
- Benjamín Alarcón - Consultor de expresión psico-corporal
- Verónica Jaspeado - Nuestra Belleza Tlaxcala 1994, cantante y actriz de televisión
- Carlos Latapi - Fotógrafo
- Maritza Sayalero - Miss Universo 1979
- Gerardo Rebollo - Diseñador de modas
- Vanessa Guzmán - Nuestra Belleza México 1995 y actriz de televisión
- Fernando Magallanes - Cirujano plástico
- Frances Ondiviela - Miss España 1980 y actriz de televisión
- Carlos Topete - Mánager de marketing

#### Entretenimiento
- Traje de Baño: Ernesto D'Alessio, Patricio Borghetti y Jan interpretando "Popurrí"
- Intermedio: Manuel Mijares interpretando "Cuando me enamoro" y "Aunque no esté"
- Traje de Noche: "Innis"
- Intermedio: Francisco Céspedes interpretando "Dónde está la vida" y "Quédate más"

### Premios Especiales
| Premio                    | Candidata                            |
| Nuestra Belleza Fotogenia | - Sonora - Ana Astiazarán            |
| Mejor Sonrisa Trident     | - Sinaloa - Paulina Flores           |
| Mejor Cabello Pantene     | - Quintana Roo - Lilián Villanueva   |
| Mejor Piel St. Ives       | - Jalisco - Jacqueline Bracamontes   |
| Mejor Piel Hinds          | - Jalisco - Libertad Godínez         |
| Figura Lala Light         | - Sinaloa - Minerva Rivera           |
| Miss América Online       | - Distrito Federal - Arcelia Alverdi |
| Mejor Comunicadora        | - Chihuahua - Erika Valenzuela       |
| Modelo Edoardos           | - Sonora - Ana Astiazarán            |
| Mejor Traje Típico        | - San Luis Potosí - "Diosa Canhuitz" |

## Candidatas
| Estado              | Candidata                          | Edad | Estatura | Residencia       |
| Baja California Sur | Rosalinda Wayas Barroso            | 20   | 1.70     | La Paz           |
| Baja California Sur | Yessenia Moreno Castro             | 22   | 1.75     | Los Cabos        |
| Chiapas             | Ileana Ruíz Amaya                  | 20   | 1.69     | Tapachula        |
| Chihuahua           | Erika Valenzuela Ortega            | 21   | 1.75     | Chihuahua        |
| Chihuahua           | Mirta Janet Bojórquez Loya         | 23   | 1.72     | Chihuahua        |
| Coahuila            | Alma Mireya Cantú García           | 20   | 1.85     | Torreón          |
| Coahuila            | Dulce René Ríos Torres             | 21   | 1.81     | Torreón          |
| Coahuila            | María Elena Villalobos Sosa        | 24   | 1.70     | Torreón          |
| Colima              | Martha Yadira Martínez             | 23   | 1.78     | Colima           |
| Distrito Federal    | Arcelia Alverdi Luna               | 23   | 1.74     | Ciudad de México |
| Distrito Federal    | Connie Velázquez Maya              | 21   | 1.75     | Ciudad de México |
| Distrito Federal    | Mónica Portillo Escandón           | 23   | 1.74     | Ciudad de México |
| Distrito Federal    | Paola Hinojosa Martínez            | 20   | 1.73     | Ciudad de México |
| Estado de México    | Airam García Cárdenas              | 20   | 1.76     | Toluca           |
| Estado de México    | Susana Arlett Diazayas Jimeno      | 21   | 1.69     | Toluca           |
| Guanajuato          | Esmeralda Marún Rodríguez          | 21   | 1.73     | León             |
| Hidalgo             | Marisol Teresa Mandujano Cerrilla  | 21   | 1.72     | Huejutla         |
| Jalisco             | Jacqueline Bracamontes Van Hoorde  | 20   | 1.71     | Guadalajara      |
| Jalisco             | Libertad Godínez Herrera           | 20   | 1.77     | Zapopan          |
| Morelos             | Alinne Shedid Harnen               | 20   | 1.70     | Cuernavaca       |
| Nuevo León          | Verónica Gutiérrez de la Fuente    | 24   | 1.74     | Monterrey        |
| Nuevo León          | Gisela Patricia Oviedo Garza       | 23   | 1.73     | Monterrey        |
| Puebla              | Penelope García Gutiérrez          | 20   | 1.74     | Puebla           |
| Querétaro           | María Antonieta Fierro Aguilera    | 20   | 1.73     | Querétaro        |
| Quintana Roo        | Lilián Jesús Villanueva Chan       | 20   | 1.72     | Chetumal         |
| San Luis Potosí     | Marisel Puebla Juárez              | 21   | 1.71     | San Luis Potosí  |
| Sinaloa             | Paulina Flores Arias               | 20   | 1.77     | Culiacán         |
| Sinaloa             | María González Corrales            | 20   | 1.80     | Culiacán         |
| Sinaloa             | María Janeth Valenzuela            | 22   | 1.68     | Culiacán         |
| Sinaloa             | Minerva Abigail Rivera Mendiola    | 22   | 1.69     | Los Mochis       |
| Sonora              | Ana Lourdes Astiazarán Nieves      | 20   | 1.80     | Hermosillo       |
| Sonora              | Karla Jazmín Arias Amarillas       | 20   | 1.76     | Ciudad Obregón   |
| Sonora              | Rubi López Ureña                   | 21   | 1.71     | Nogales          |
| Tabasco             | Elsa Villanueva González           | 21   | 1.72     | Tenosique        |
| Tamaulipas          | Gabriela Josefina Soberón García   | 20   | 1.69     | Reynosa          |
| Tamaulipas          | Minerva Ivette Quintanilla Barrios | 21   | 1.75     | Reynosa          |
| Tlaxcala            | María Guadalupe Lozada Díaz        | 21   | 1.79     | Tlaxcala         |
| Veracruz            | Emily Beer Ricco                   | 21   | 1.70     | Coatzacoalcos    |
| Veracruz            | Luz Amelia Bulnes Talavera         | 23   | 1.80     | Córdoba          |
| Yucatán             | Evelyn Esther López Pacheco        | 24   | 1.70     | Mérida           |
| Yucatán             | Selena del Pilar Monsreal Vera     | 21   | 1.72     | Mérida           |
| Zacatecas           | Eva Ruíz Torres                    | 20   | 1.74     | Zacatecas        |
| Zacatecas           | Daniella Rubio Maldonado           | 20   | 1.77     | Fresnillo        |

## Sobre los Estados en Nuestra Belleza México 2000

### Estados designados a la competencia
| - Baja California Sur - Rosalinda Wayas - Coahuila - Dulce Ríos - Coahuila - María Elena Villalobos - Chihuahua - Mirta Bojórquez - Distrito Federal - Connie Velázquez - Distrito Federal - Mónica Portillo - Distrito Federal - Paola Hinojosa - Estado de México - Airam García - Jalisco - Libertad Godínez - Nuevo León - Gisela Oviedo | - Sinaloa - María González - Sinaloa - María Valenzuela - Sinaloa - Minerva Rivera - Sonora - Karla Arias - Sonora - Rubí López - Tamaulipas - Minerva Quintanilla - Veracruz - Luz Amelia Bulnes - Yucatán - Selena Monsreal - Zacatecas - Daniella Rubio |

### Estados que se retiran de la competencia
| - Aguascalientes - Baja California - Campeche - Durango | - Guerrero - Michoacán - Nayarit - Oaxaca |

## Crossovers
| Miss Universo - 2001: Jalisco - Jacqueline Bracamontes Miss Mundo - 2000: Sinaloa - Paulina Flores Miss Internacional - 2001: Quintana Roo - Lilián Villanueva (No Compitió) Miss Costa Maya International - 2001: Yucatán - Evelyn López Reinado Internacional de las Flores - 2001: Quintana Roo - Lilián Villanueva (Ganadora) Reinado Internacional del Café - 2001: Zacatecas - Eva Ruiz (1ª Finalista) Miss Mesoamérica Internacional - 2001: Sinaloa - Paulina Flores (Top 5) Miss Caraïbes Hibiscus - 2000: Nayarit - Gisela Oviedo (No Compitió) Miss Mundo Latino - 2001: San Luis Potosí - Marisel Puebla Señorita México - 2000: Nuevo León - Gisela Oviedo - Representando a Nayarit Nuestra Belleza Baja California Sur - 2000: Baja California Sur - Yesenia Moreno (1ª Finalista) Nuestra Belleza Chihuahua - 2000: Chihuahua - Mirta Bojórquez (1ª Finalista) Nuestra Belleza Coahuila - 2000: Coahuila - Dulce Ríos (Top 3) - 2000: Coahuila - María Elena Villalobos (Top 3) | Nuestra Belleza Distrito Federal - 2000: Distrito Federal - Connie Velázquez (Finalista) - 2000: Distrito Federal - Mónica Portillo (Finalista) - 2000: Distrito Federal - Paola Hinojosa (Finalista) Nuestra Belleza Estado de México - 2000: Estado de México - Susana Diazayas (1ª Finalista) Nuestra Belleza Jalisco - 2000: Jalisco - Libertad Godínez (1ª Finalista) Nuestra Belleza Nuevo León - 2000: Nuevo León - Gisela Oviedo (1ª Finalista) Nuestra Belleza Sinaloa - 2000: Sinaloa - María González (Finalista) - 2000: Sinaloa - Janeth Valenzuela (Finalista) - 2000: Sinaloa - Minerva Rivera (Finalista) Nuestra Belleza Sonora - 2000: Sonora - Karla Arias (Top 3) - 2000: Sonora - Rubi López (Top 3) Nuestra Belleza Tamaulipas - 2000: Tamaulipas - Minerva Quintanilla (1ª Finalista) Nuestra Belleza Veracruz - 2000: Veracruz - Amelia Bulnes (1ª Finalista) Nuestra Belleza Yucatán - 2000: Yucatán - Selena Monsreal (1ª Finalista) Nuestra Belleza Zacatecas - 2000: Zacatecas - Daniella Rubio (1ª Finalista) Señorita Nayarit - 2000: Nuevo León - Gisela Oviedo (Designada) |